# Rana leveriana
Espèce
"Rana" leveriana est une espèce d'amphibiens de la famille des Ranidae dont la position taxonomique est incertaine (incertae sedis).

## Répartition
La localité type est inconnue.

## Publication originale
- Shaw, 1802 : General Zoology or Systematic Natural History. vol. 3, no 1 (texte intégral).